# Mattiastrum velutinum
Mattiastrum velutinum är en strävbladig växtart som beskrevs av August Brand. Mattiastrum velutinum ingår i släktet Mattiastrum och familjen strävbladiga växter. Inga underarter finns listade i Catalogue of Life.